# Farolillo de papel

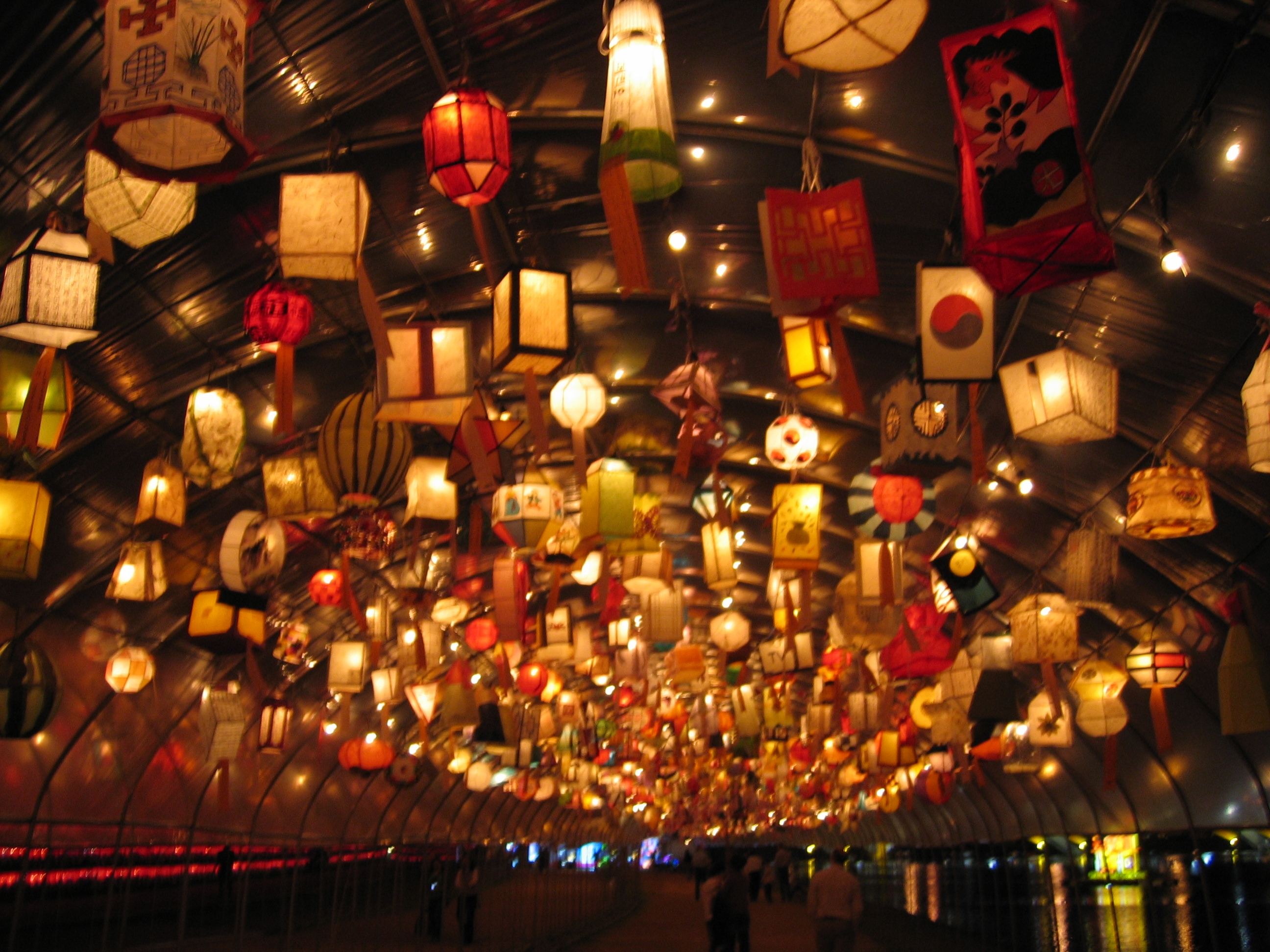
Farolillos de papel.

Un farolillo de papel es una lámpara fabricada con papel, en cuyo interior se instala una fuente de luz (generalmente una vela o una bombilla eléctrica). Existen farolillos con diversas formas y tamaños, así como sus métodos de construcción también son variados: desde una simple bolsa de papel, hasta refinados armazones plegables de bambú o metal cubiertos con alguna clase especialmente robusta de papel.
Su presencia suele asociarse con fiestas, y son muy habituales en China y Japón, así como, lógicamente, en los diversos barrios chinos alrededor de todo el mundo, donde se suelen colgar en el exterior de los establecimientos públicos para atraer posibles clientes. En Japón reciben el nombre de 提灯 (chōchin), y existe un tipo especial de caligrafía para escribir en ellas, llamado chōchin moji.

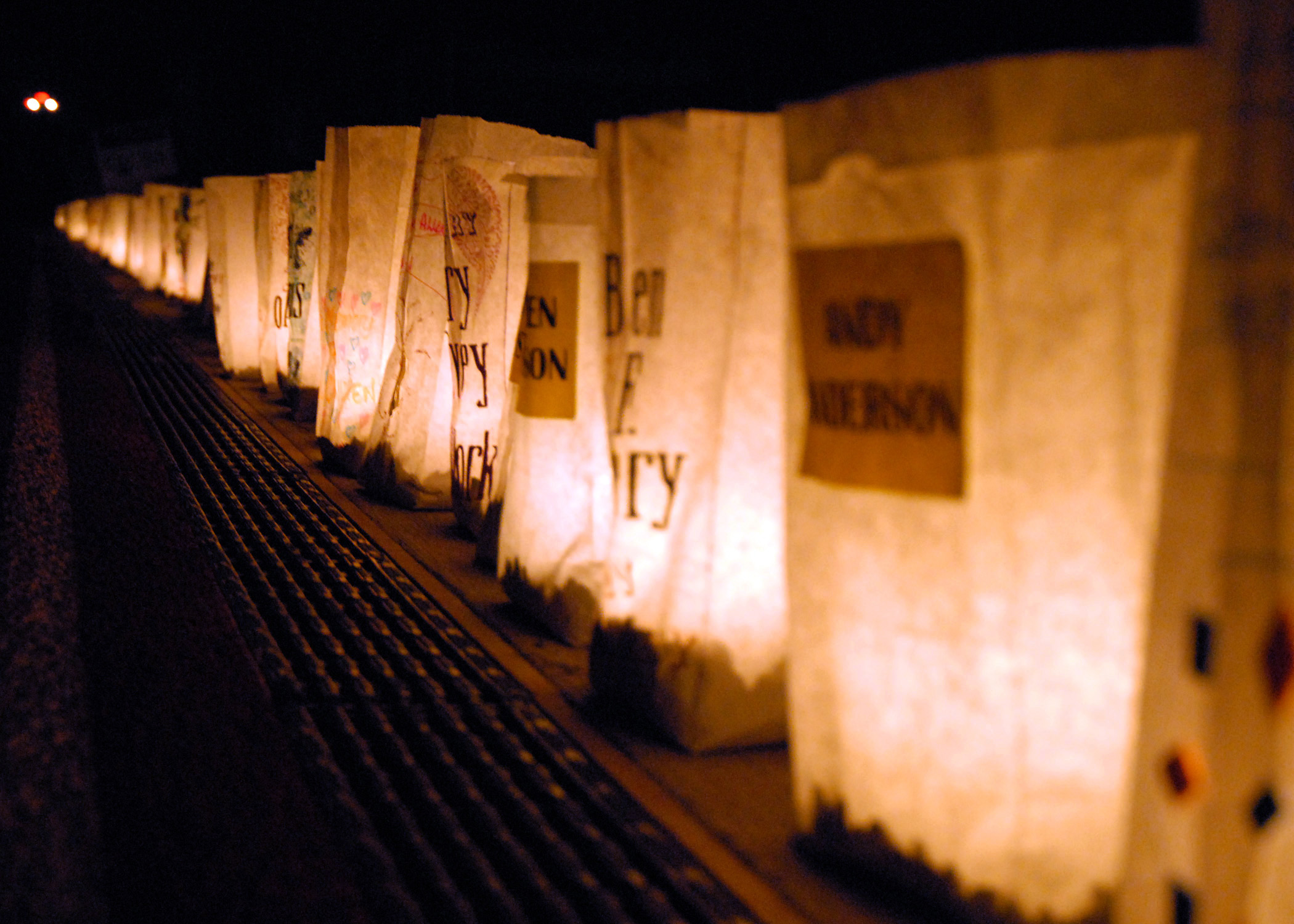
luminarias (farolitos) en Albuquerque, Nuevo México

En diversas comunidades hispanas es habitual durante la Navidad colocar pequeñas velas en filas de pequeñas bolsas de papel llamadas luminarias o farolitos.  Los farolillos de papel rojos estuvieron asociados en el pasado con los burdeles, de donde deriva por ejemplo el nombre del Barrio Rojo de Ámsterdam. En la actualidad los farolillos rojos se usan en Japón para anunciar bares y restaurantes.